# ボーグ級航空母艦
ボーグ級航空母艦（ボーグきゅう こうくうぼかん、Bogue class escort carrier）は、アメリカ海軍で量産された護衛空母。量産された45隻の内34隻は、レンドリース法によってイギリス海軍に貸与、アタッカー級航空母艦またはアタッカー級護衛空母として使用された。

## 概要

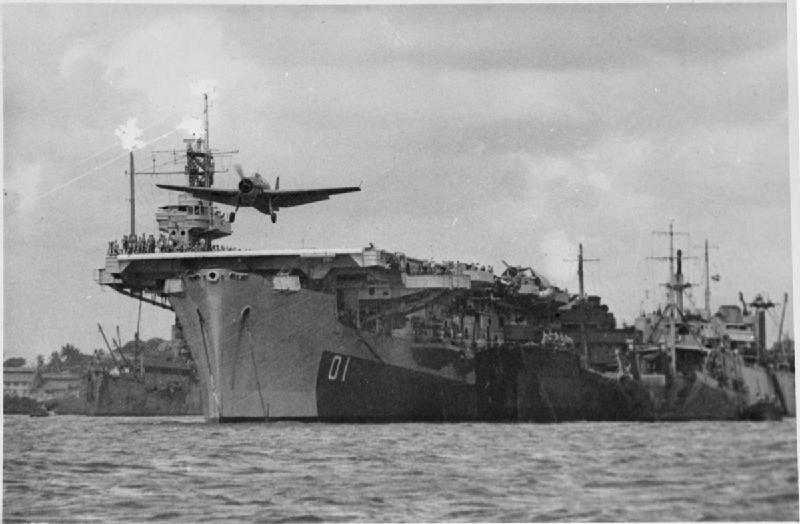
イギリスに貸与されてカタパルト実験をするアミール。

1940年、アメリカは参戦を行っていないもののレンドリース法を成立させることで、ドイツ海軍の潜水艦に苦しんでいたイギリスにチャージャー級航空母艦を貸与し、イギリスはこれをアヴェンジャー級航空母艦として実戦投入した。しかし、貸与されたアヴェンジャー級はわずか3隻で、対潜水艦に投入できるギリギリの性能であった。
アメリカは自国で利用する護衛空母の建造を計画し、建造途中のC3型貨物船の船体を利用してボーグ級として建造した（チャージャー級は完成済みのC3型貨物船の改造であった）。そのためボーグ級では航空機の格納庫やエレベーターを追加し、より空母に適した機能を加えることができた。間もなくアメリカが参戦、1942年から続々と竣工したボーグ級はアメリカ海軍で運用され、建造された45隻のうち34隻がアタッカー級としてイギリス海軍で運用された。
排水量はわずか1万トンであったが、大西洋、地中海、インド洋、太平洋など世界中に渡って船団の護衛任務に従事し、ドイツ海軍のみならず日本海軍の潜水艦も撃沈している。護衛任務だけでなく、上陸作戦の支援も行っており、損失したのはドイツ海軍潜水艦の雷撃で撃沈されたブロック・アイランド (USS Block Island, AVG-21/ACV-21/CVE-21) のみであった。

## 同型艦
- ボーグ (USS Bogue, AVG-9/ACV-9/CVE-9/CVHE-9)
- カード (USS Card, AVG-11/ACV-11/CVE-11/CVHE-11/T-CVU-11/T-AKV-40)
- コパヒー (USS Copahee, AVG-12/ACV-12/CVE-12/CVHE-12)
- コア (USS Core, AVG-13/ACV-13/CVE-13/CVHE-13/T-CVU-13/T-AKV-41)
- ナッソー (USS Nassau, AVG-16/ACV-16/CVE-16/CVHE-16)
- オルタマハ (USS Altamaha, AVG-18/ACV-18/CVE-18/CVHE-18)
- バーンズ (USS Barnes, AVG-20/ACV-20/CVE-20/CVHE-20)
- ブロック・アイランド[I] (USS Block Island, AVG-21/ACV-21/CVE-21)
- ブレトン (USS Breton, AVG-23/ACV-23/CVE-23/CVHE-23/T-CVU-23/T-AKV-42)
- クロアタン (USS Croatan, AVG-25/ACV-25/CVE-25/CVHE-25/T-CVU-25/T-AKV-43)
- プリンス・ウィリアム (USS Prince William, AVG-31/ACV-31/CVE-31/CVHE-31)

## 同型艦（レンドリースされた艦)
名称はボーグ級からアタッカー級となった。

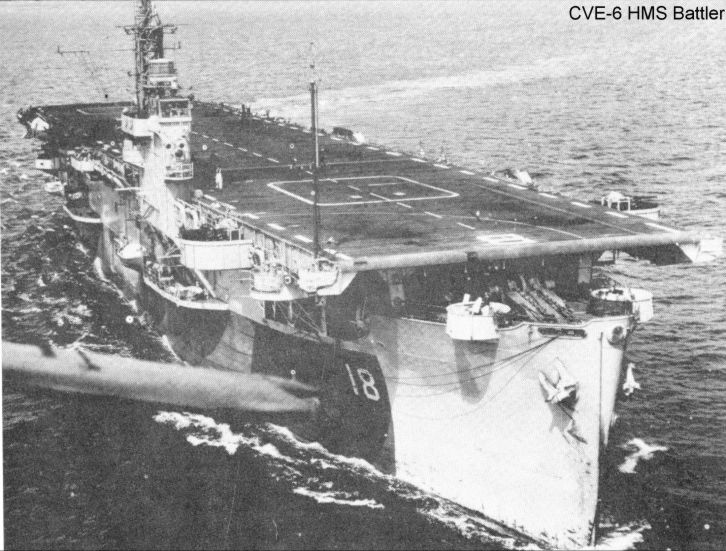
オルタマハ（USS Altamaha / HMS Battler）

- トラッカー（HMS Tracker, BAVG-6 → D24)
- オルタマハ (USS Altamaha, AVG-6/ACV-6/CVE-6)→バトラー (HMS Battler)
- バーンズ (USS Barnes, AVG-7/ACV-7/CVE-7)→アタッカー (HMS Attacker)
- ブロック・アイランド (USS Block Island, AVG-8/ACV-8/CVE-8)→ハンター (HMS Hunter)
- ブレトン (USS Breton, AVG-10/ACV-10/CVE-10→チェイサー (HMS Chaser)
- クロアタン (USS Croatan, AVG-14/ACV-14/CVE-14)→フェンサー (HMS Fencer)
- ハムリン (USS Hamlin, AVG-15/ACV-15/CVE-15)→ストーカー (HMS Stalker)
- セント・ジョージ (USS St. George, AVG-17/ACV-17/CVE-17)→パーシュアー (HMS Pursuer)
- プリンス・ウィリアム (USS Prince William, AVG-19/ACV-19/CVE-19)→ストライカー (HMS Striker)
- (CVE-22)（未命名)→サーチャー (HMS Searcher)
- (CVE-24)（未命名)→レバイジャー (HMS Ravager)
- チャタム (USS Chatham, AVG-32/ACV-32/CVE-32)→スリンガー (HMS Slinger)
- グラシア (USS Glacier, AVG-33/ACV-33/CVE-33)→アスリング (HMS Atheling)
- パイバス (USS Pybus, AVG-34/ACV-34/CVE-34)→エンペラー (HMS Emperor)
- バフィン (USS Baffins, AVG-35/ACV-35/CVE-35)→アミール (HMS Ameer)
- ボリナス (USS Bolinas, AVG-36/ACV-36/CVE-36)→ベガム (HMS Begum)
- バスティアン (USS Bastian, AVG-37/ACV-37/CVE-37)→トランペッター (HMS Trumpeter)
- カーネギー (USS Carnegie, AVG-38/ACV-38/CVE-38)→エンプレス (HMS Empress)
- コルドヴァ (USS Cordova, AVG-39/ACV-39/CVE-39)→ケディーヴ (HMS Khedive)
- デルガダ (USS Delgada, AVG-40/ACV-40/CVE-40)→スピーカー (HMS Speaker)
- エジスト (USS Edisto, AVG-41/ACV-41/CVE-41)→ネイボブ (HMS Nabob)
- エステロ (USS Estero, AVG-42/ACV-42/CVE-42)→プレミア (HMS Premier)
- ジャマイカ (USS Jamaica, AVG-43/ACV-43/CVE-43)→シャー (HMS Shah)
- キウィノー (USS Keweenaw, AVG-44/ACV-44/CVE-44)→パトローラー (HMS Patroller)
- プリンス (USS Prince, AVG-45/ACV-45/CVE-45)→ラージャ (HMS Rajah)
- ニアンティック (USS Niantic, AVG-46/ACV-46/CVE-46)→ラーニー (HMS Ranee)
- パーディド (USS Perdido, AVG-47/ACV-47/CVE-47)→トゥランサー (HMS Trouncer)
- サンセット (USS Sunset, AVG-48/ACV-48/CVE-48)→セイン (HMS Thane)
- セント・アンドルーズ (USS St. Andrews, AVG-49/ACV-49/CVE-49)→クイーン (HMS Queen)
- セント・ジョセフ (USS St. Joseph, AVG-50/ACV-50/CVE-50)→ルーラー (HMS Ruler)
- セント・サイモン (USS St. Simon, AVG-51/ACV-51/CVE-51)→アービター (HMS Arbiter)
- バーミリオン (USS Vermillion, AVG-52/ACV-52/CVE-52)→スマイター (HMS Smiter)
- ウィラパ (USS Willapa, AVG-53/ACV-53/CVE-53)→パンチャー (HMS Puncher)
- ウィンジャー (USS Winjah, AVG-54/ACV-54/CVE-54)→リーパー (HMS Reaper)